# Suppó
Suppó I (?-5 de març de 824) va ser un noble Franc amb possessions al Regne d'Italia.

## Fets destacables
L'any 817, es va convertir en Comte de Brescia, Parma, Piacenza, Mòdena i Bèrgam. També va ostentar el càrrec de missus dominicus d'Itàlia, junt amb Ratald, Bisbe de Brescia. L'any 818, va contribuir decisivament en acabar amb la rebel·lió del Rei Bernat d'Italia contra l'Emperador Lluís el Pietós. L'any 822, després de l'abdicació i mort del Duc Winiges, es va convertir en Duc de Spoleto per gràcia de l'Emperador i va cedir el Comtat de Brescia al seu fill Mauring. La mort de Suppó va ser registrada als Annals d'Einhard i el Ducat de Spoleto va quedar en mans d'Adelard, que va morir als pocs mesos, deixant el Ducat en mans de Mauring.

## Núpcies i descendents
Suppó va tenir una dona, probablement Llombarda, amb la que va tenir dos fills:
- Mauring (?-, Comte de Brescia
- Adelchis (?-861), Comte de Parma